# 平永河
平永河，位于中国贵州省黔东南苗族侗族自治州榕江县，是平江河左岸支流，属山溪性河流，发源于榕江县平阳乡西南约10千米的高岳山，向南流经平永镇，最后于平江乡驻地以西汇入平江河。河长59千米，平均比降6.0‰，流域面积310平方千米。